# Arbeidsrecht (België)
Het arbeidsrecht in België vormt een onderdeel van het sociaal recht en omvat de rechtsregels die betrekking hebben op individuele en collectieve arbeidsverhoudingen.

## Aanknopingspunten
Het toepassingsgebied van het Belgische arbeidsrecht wordt in beginsel vastgeknoopt aan het bestaan van een arbeidsovereenkomst en behoort tot het burgerlijk recht. Een arbeidsovereenkomst betreft een overeenkomst waarbij een persoon zich ertoe verbindt tegen loon onder gezag arbeid te verrichten voor een andere persoon.

## Onderscheid tussen arbeiders en bedienden
Typisch voor het Belgische arbeidsrecht is de historisch gegroeide tweedeling tussen arbeiders en bedienden, die meer en meer onder druk komt te staan vanwege het gelijkheidsbeginsel (art. 10 en 11 GW). In 2013 werd dit onderscheid afgeschaft wat betreft de opzeggingstermijnen en de carenzdag (wet van 26 december 2013 betreffende de invoering van een eenheidsstatuut tussen arbeiders en bedienden inzake de opzeggingstermijnen en de carenzdag en begeleidende maatregelen, afgekort WES). Deze wet kwam er na een arrest van het Grondwettelijk Hof uit 2011 dat stelde dat het onderscheid discriminatoir was.

## Voornaamste wetgeving
Belangrijke wetten en koninklijke besluiten in het Belgisch individueel arbeidsrecht zijn onder andere:
- de wet van 19 augustus 1948 betreffende de prestaties van algemeen belang in vredestijd
- de wet van 12 april 1965 betreffende de bescherming va, het loon der werknemers (Loonbeschermingswet)
- de Arbeidswet van 16 maart 1971
- de gecoördineerde wetten van 28 juni 1971 betreffende de jaarlijkse vakantie van de werknemers (Jaarlijkse Vakantiewet)
- de wet van 3 juli 1978 betreffende de arbeidsovereenkomsten (Arbeidsovereenkomstenwet)
- de wet van 24 juli 1987 betreffende de tijdelijke arbeid, de uitzendarbeid en het ter beschikking stellen van werknemers ten behoeve van gebruikers (Uitzendarbeidswet)
- de wet van 4 augustus 1996 betreffende het welzijn van de werknemers bij de uitoefening van hun werk (Welzijnswet, voordien de Veiligheidswet)
- de wet van 17 februari 1997 betreffende de nachtarbeid.
- het koninklijk besluit van 28 april 2017 omtrent de Codex over het welzijn op het werk (Welzijnscodex).

Belangrijke wetten in het Belgisch collectief arbeidsrecht zijn onder andere:
- de wet van 20 september 1948 houdende de organisatie van het bedrijfsleven (Bedrijfsorganisatiewet)
- de wet van 29 mei 1952 tot inrichting van de Nationale Arbeidsraad
- de wet van 8 april 1965 tot instelling van de arbeidsreglementen
- de wet van 5 december 1968 betreffende de collectieve arbeidsovereenkomsten en de paritaire comités (cao-wet)
- de wet van 4 augustus 1996 betreffende het welzijn van de werknemers bij de uitoefening van hun werk (Welzijnswet, voordien de Veiligheidswet)
- de wet van 13 februari 1998 houdende bepalingen tot bevordering van de tewerkstelling (Wet-Renault)

Strafbepalingen omtrent het arbeidsrecht werden gecodificeerd in het Sociaal Strafwetboek van 6 juni 2010.
Typisch voor het arbeidsrecht is het geheel van collectieve arbeidsovereenkomsten (cao) als bron van recht. Er bestaan nationale, sectorale en ondernemings-cao's. Indien een cao algemeen verbindend wordt verklaard door de Koning, krijgt deze een nummer en is ze van toepassing op alle werknemers in België.

## Federale bevoegdheidsverdeling
Het arbeidsrecht is in België veeleer een federale aangelegenheid. Echter zijn bepaalde materies overgeheveld naar de deelstaten.

## Zomerakkoord over hervormingen in de pensioenen, de arbeidsmarkt, de zorg en fiscaliteit
Dankzij het zomerakkoord dat de regering-De Wever op 21 juli 2025 aankondigde, wordt voor bedrijven die in België zijn gevestigd een stuk makkelijker om ’s nachts te werken. Zo verdwijnt het verbod dat nachtarbeid in veel sectoren onmogelijk maakt. Dat was bekend. Maar in verschillende sectoren sneuvelt ook het vetorecht dat elke vakbond in een onderneming heeft op zulk werk, vernam De Tijd in regeringskringen.

### Gemeenschappen
Overeenkomstig artikel 129 van de Belgische Grondwet zijn immers de Vlaamse en Franse gemeenschappen bevoegd om in hun taalgebied het taalgebruik in sociale relaties te regelen. In Brussel en in de faciliteitengemeenten is de federale wetgever bevoegd gebleven. In de Vlaamse gemeenschap geldt het decreet van 19 juli 1973 tot regeling van het gebruik van de talen voor de  sociale betrekkingen tussen de werkgevers en de werknemers, alsmede van de door de wet en de verordeningen voorgeschreven akten en bescheiden van de ondernemingen (Vlaams Taaldecreet). In de Franse gemeenschap geldt het decreet van 30 juni 1982 inzake de bescherming van de vrijheid van het taalgebruik van de Franse taal in de sociale betrekkingen tussen de werkgevers en hun personeel, alsook van akten en documenten van ondernemingen opgelegd door de wet en de reglementen.

### Gewesten
Sinds de derde staatshervorming van 1988/1989 is de arbeidsbemiddeling gedefederaliseerd. Dit leidde tot de oprichting van de Vlaamse Dienst voor Arbeidsbemiddeling en Beroepsopleiding (VDAB) in het Vlaams Gewest, het Office wallon de la formation professionnelle et de l’emploi (Formem) in het Waals gewest het Arbeitsamt der Deutschsprachigen Gemeinschaft (ADG) in de Duitstalige Gemeenschap en Actiris in het Brussels Hoofdstedelijk Gewest.
Nationaal recht